# Spono Eagles
Spono Eagles es un club de balonmano suizo de la localidad de Nottwil, en el cantón de Lucerna. Ascendió a la Spar Premium League en la temporada 1988 y desde los años 90, es habitual en las competiciones europeas. Cuenta con doce equipos en competición, principalmente en categoría femenina. Su primer equipo está entrenado por el asturiano Ike Cotrina.

## Títulos
- Swiss Premium League
  - 2000, 2001, 2006, 2016, 2018.
- Copa de Suiza
  - 2001, 2011, 2013, 2018, 2019.
- Supercopa de Suiza
  - 2001, 2016, 2018, 2020.[2]